# Cantó de Montreuil-Est
El cantó de Montreuil-Est és un antic cantó francès del departament de Sena Saint-Denis, que estava situat al districte de Bobigny. Comptava amb part del municipi de Montreuil.
Al 2015 va desaparèixer i el seu territori es va repartir entre el cantó de Montreuil-1 i el cantó de Montreuil-2.

## Municipis
- Montreuil (part)

## Història
| Data d'elecció                           | Identitat          | Partit    | Qualitat |
| ---------------------------------------- | ------------------ | --------- | -------- |
| 1967-1976                                | Adrienne Maire     | PCF       |          |
| 1976-2001                                | René Foulon        | PCF       |          |
| 2001-2002                                | Michel Poirier     | Les Verts |          |
| 2002-                                    | Jean-Charles Nègre | PCF       |          |
| les dades anteriors no són pas conegudes |                    |           |          |
|                                          |                    |           |          |

## Demografia
| A partir de 1990: Població sense dobles comptes |